# 王栐
王栐（?—?），字叔永，原籍无为军庐江（今屬安徽），寓居绍兴府山阴县，自署称晋阳人，号求志老叟。
生平不詳。南宋人，出身官宦世家，王之道的孫子，王藺是他的叔父，自言曾在淮安做官。撰有《s:燕翼詒謀錄》五卷。